# Crowle (Worcestershire)
Crowle – wieś i civil parish w Anglii, w hrabstwie Worcestershire, w dystrykcie Wychavon. Leży 8 kilometrów na wschód od miasta Worcester i 157 km na północny zachód od Londynu. W 2011 roku civil parish liczyła 1081 mieszkańców. Crowle jest wspomniana w Domesday Book (1086) jako Croelai/Crohlea.